# Ольховка (Сысертский муниципальный округ)
Ольховка — деревня в Сысертском районе Свердловской области России. Входит в Сысертский муниципальный округ.
Ранее деревня входила в состав Октябрьского сельсовета Сысертского района.

## Географическое положение
Деревня Ольховка расположена в 11 километрах (по автотрассе в 12 километрах) к северу от города Сысерти, на старом Челябинском тракте, в верхнем течении реки Ольховки (правого притока реки Сысерти). Западнее деревни проходит Челябинский тракт. Климат благоприятствует здоровью жителей. Почва глинистая и каменистая; пашни гористые, изрезаны оврагами, для земледелия неудобны.

## История деревни
До 1868 года селение входило в состав прихода Свято-Троицкой церкви Арамильского села, а с 1868 года приход относился к Владимирской церкви Чердынцевского села. В 1900-х годах в деревне проживали бывшие сельские работники казённых заводов, которые занимались в основном земледелием, а в зимнее время перевозкой железа из Сысертских заводов в Екатеринбург и на станцию Мраморскую Челябинской железной дороги.

## Население
| 2002 | 2010 | 2021 |
| ---- | ---- | ---- |
| 18   | ↘7   | ↗32  |